# Wally Rose (Musiker)
Wally Rose (* 2. Oktober 1913 in Oakland; † 12. Januar 1997 in Walnut Creek (Ort, Kalifornien)) war ein amerikanischer Jazzpianist, der sich um die Wiederbelebung des Ragtime verdient machte.

## Leben und Wirken
Rose, der überwiegend in Honolulu aufwuchs, erhielt auf Initiative seiner Mutter Klavierunterricht bei verschiedenen Lehrerinnen in Kalifornien. Seit den frühen 1930er Jahren arbeitete er als Musiker in verschiedenen Tanzorchestern und spielte auch auf Schiffen. 1938 war er Mitglied in der Band von Harry Barris, um dann in San Francisco der Pianist von Lu Watters legendärer Yerba Buena Jazz Band zu werden (der er, unterbrochen von seinem Wehrdienst, von 1939 bis 1950 angehörte). Roses Aufnahme von George Botsfords Black and White Rag [Jazz Man Record No. 1, 1942] war der Beginn des Ragtime-Revivals.
Rose arbeitete dann in den Bands von Bob Scobey (1951) und Turk Murphy (1952–54), um für den Rest seine Laufbahn als Solist tätig zu sein und zahlreiche Alben einzuspielen, die von der Kritik teilweise stark beachtet wurden. Er trat auch auf dem Newport Jazz Festival (1973), dem Ragtime Festival in Sedalia, dem Saint Louis Ragtime Festival und dem Breda Jazz Festival (1978) auf.

## Diskographische Hinweise
- Ragtime Piano Masterpieces (Columbia Records, 1953)
- Wally Rose (Good Time Jazz, 1953)
- Cake Walk to Lindy Hop (Columbia, 1955)
- Ragtime Classics (Good Time Jazz, 1958)
- Whippin’ The Keys (Blackbird, 1971)
- Revisited (Stomp Off, 1982)